# Масантонио, Эрминио
Эрми́нио Масанто́нио (исп. Herminio Masantonio; 5 августа 1910, Энсенада — 11 сентября 1956, Буэнос-Айрес) — аргентинский футболист, играл на позиции нападающего. Один из лучших бомбардиров в истории аргентинского футбола, по общему количеству голов (256 мячей) занимает 3-е место в истории профессионального чемпионата Аргентины и 92-е в мире. Масантонио — один из лучших бомбардиров чемпионатов и кубков Америки с 11 мячами, дважды в 1935 и 1942, Масантонио был лучшим бомбардиром чемпионата Южной Америки с 4 и 7 мячами соответственно. В сборной Аргентины по количеству голов (21 мяч) занимает 7-е место, вместе с Хосе Санфилиппо, но Санфилиппо провёл на 10 матчей больше, а по средней результативности 1,10 гола за матч Масантонио занимает первое место в истории аргентинской национальной сборной. Лучший бомбардир в истории клуба «Уракан» — 254 мяча. Наибольшее число голов Масантонио забил в ворота клуба «Феррокариль Оэсте» — 24 мяча, больше из игроков в ворота этой команды не забивал никто. Масантонио — лучший бомбардир «Уракана» в дерби с клубом «Сан-Лоренсо», в ворота которого он забивал 10 раз.

## Карьера

### Клубная
Эрминио Масантонио родился 5 августа 1910 года в семье итальянских эмигрантов в маленькой деревеньке Энсенада, что находится в провинции Буэнос-Айреса. Там Масантонио и начал играл за местный клуб «Спортива Вилья Альбино», выступающий в лиге Платенсе. Его игру заметили, и Эрминио даже ездил на просмотр в клубы «Эстудиантес» и «Химнасия Ла-Плата», но однако этим клубам не приглянулся. Когда Масантонио в очередной раз решил пройти просмотр в «Химнасии», за которую болел с детства, его игру заметил лейтенант Томас Адольфо Дуси, который привёл игрока в клуб «Уракан», президентом которого он был.
Масантонио начал выступать за «Уракан» в 1931 году, это же был первый год после введения в аргентинском футболе профессионализма. Масантонио должен был заменить лучшего бомбардира клуба Гильермо Стабиле, уехавшего в Италию. В своём дебютном матче, 31 мая 1931 года Масантонио забил 2 гола в ворота клуба «Кильмес», игра завершилась со счётом 4:0 в пользу «Уракана», первый гол в матче, забитый Масантонио, стал первым и для «Уракана» в профессиональном аргентинском чемпионате. Масантонио провёл в «Уракане» 13 сезонов, в которых он забил 254 мяча в 349 матчах, лучшими сезонами для Масантонио стали 1937 и 1939 год, когда он забивал по 28 мячей, однако лучшим снайпером чемпионата Эрминио так и не стал. Мог Масантони оказаться и за границей, ещё в 1932 году туринский «Ювентус» хотел приобрести игрока, а в 1934 году парижский «Расинг», но игрок всем клубами отвечал отказом, и лишь в 1943 году его отправили в «принудительную ссылку» в уругвайский клуб «Дефенсор Спортинг», которому он помог избежать «вылета» в низший дивизион, затем Масантонио выступал «Банфилд», а завершил карьеру в родном «Уракане».

### В сборной
В сборной Аргентины Масантонио выступал с 1935 по 1942 год, проведя 19 матчей в которых забил 21 гол. В 1937 году и 1941 году Масантонио выиграл с национальной сборной чемпионаты Южной Америки. На континентальных чемпионатах сделал один хет-трик и один покер: в 1935 (в ворота сборной Перу) и 1942 (сборной Эквадора) гг. 
Умер Масантонио 11 сентября 1956 года в Буэнос-Айресе из-за рака.

## Память Масантонио
17 марта 1996 года в честь Масантонио был воздвигнут памятник в квартале Парке Патрисиос, напротив Общественной Резиденции.
В 2000 году в Буэнос-Айресе именем Масантонио нарекли улицу, ранее именовавшуюся Грито де Аскенсио, в квартале Парке Патрисиос. Улица, длиной около 160 метров, находится между проспектом Савалеты и улицей Икуасу. В истории Буэнос-Айреса, это первый случай, когда улицу назвали именем футболиста.

## Достижения

### Командные
- Вице-чемпион Южной Америки: 1935, 1942

### Личные
- Лучший бомбардир чемпионата Южной Америки: 1935 (4 гола), 1942 (7 голов)
- Лучший бомбардир в истории «Уракана»: 268 голов

## Статистика выступлений
| Клуб              | Сезон             | Лига | Лига | Кубки | Кубки | Итого | Итого |
| Клуб              | Сезон             | Игры | Голы | Игры  | Голы  | Игры  | Голы  |
| ----------------- | ----------------- | ---- | ---- | ----- | ----- | ----- | ----- |
| Уракан            | 1931              | 32   | 23   | -     | -     | 32    | 23    |
| Уракан            | 1932              | 28   | 17   | 6     | 2     | 34    | 19    |
| Уракан            | 1933              | 27   | 16   | 8     | 10    | 35    | 26    |
| Уракан            | 1934              | 25   | 23   | -     | -     | 25    | 23    |
| Уракан            | 1935              | 24   | 17   | -     | -     | 24    | 17    |
| Уракан            | 1936              | 27   | 11   | -     | -     | 27    | 11    |
| Уракан            | 1937              | 29   | 28   | -     | -     | 29    | 28    |
| Уракан            | 1938              | 32   | 23   | -     | -     | 32    | 23    |
| Уракан            | 1939              | 35   | 30   | 1     | 0     | 36    | 30    |
| Уракан            | 1940              | 31   | 28   | -     | -     | 31    | 28    |
| Уракан            | 1941              | 21   | 17   | 2     | 2     | 23    | 19    |
| Уракан            | 1942              | 24   | 16   | 1     | 0     | 25    | 16    |
| Уракан            | 1943              | 2    | 0    | 0     | 0     | 2     | 0     |
| Уракан            | Итого             | 337  | 249  | 18    | 14    | 355   | 263   |
| Дефенсор Спортинг | 1943              | 11   | 3    | -     | -     | 11    | 3     |
| Дефенсор Спортинг | Итого             | 11   | 3    | 0     | 0     | 11    | 3     |
| Банфилд           | 1944              | 9    | 2    | 0     | 0     | 9     | 2     |
| Банфилд           | Итого             | 9    | 2    | 0     | 0     | 9     | 2     |
| Уракан            | 1945              | 12   | 5    | 0     | 0     | 12    | 5     |
| Уракан            | Итого             | 12   | 5    | 0     | 0     | 12    | 5     |
| Всего за «Уракан» | Всего за «Уракан» | 349  | 254  | 18    | 14    | 367   | 268   |
| Всего за карьеру  | Всего за карьеру  | 369  | 259  | 18    | 14    | 387   | 273   |